# Brigitte Weining
Brigitte Weining (* 8. August 1950 in Wiesbaden) ist eine deutsche Journalistin.
Sie studierte Erziehungswissenschaften und Betriebswirtschaftslehre in Frankfurt am Main. Seit 1981 ist sie Mitarbeiterin beim ZDF, zunächst als freie Journalistin im Landesstudio Hessen. Seit 1988 ist sie beim ZDF festangestellt, zunächst in der Wiso-Redaktion. Seit 1998 berichtet sie als Wirtschaftsfachfrau für aktuelle Sendungen des ZDF täglich live von der Frankfurter Wertpapierbörse.